# Gerasimo II di Alessandria
Papa Gerasimo II Palladas (1633 – gennaio 1714), è stato papa e patriarca greco-ortodosso di Alessandria e di tutta l'Africa tra il 1688 e il 1710.
Prima fu metropolita di Kastoria e di Adrianopoli. Si distinse per la sua predicazione, avendo scritto un gran numero di omelie.  Fu accusato di aver innovato la Divina liturgia nel momento della santificazione dei sacri doni, il che suscitò una reazione del patriarca ecumenico, poi conclusa con un chiarimento.  Si dimise il 20 gennaio 1710 a causa dell'età avanzata.  È venerato come santo dalla Chiesa ortodossa e commemorato il 16 giugno.